# Hangenbieten
Hangenbieten település Franciaországban, Bas-Rhin megyében. Lakosainak száma 1788 fő (2022. január 1.). Hangenbieten Holtzheim, Achenheim, Breuschwickersheim, Duppigheim, Entzheim és Kolbsheim községekkel határos.

## Népesség
A település népességének változása:
| Lakosok száma | 1496 | 1511 | 1516 | 1554 | 1601 | 1647 | 1696 | 1740 | 1788 |
|               | 2013 | 2015 | 2016 | 2017 | 2018 | 2019 | 2020 | 2021 | 2022 |